# Никоновский сельсовет
Никоновский сельсовет — сельское поселение в Маслянинском районе Новосибирской области Российской Федерации.
Административный центр — деревня Никоново.

## История
Статус и границы сельского поселения установлены Законом Новосибирской области от 2 июня 2004 года № 200-ОЗ «О статусе и границах муниципальных образований Новосибирской области»

## Население
| 2002 | 2010 | 2012 | 2013 | 2014 | 2015 | 2016 |
| ---- | ---- | ---- | ---- | ---- | ---- | ---- |
| 781  | ↘565 | ↗578 | ↗589 | ↘569 | ↘559 | ↘536 |
| 2017 | 2018 | 2019 | 2020 | 2021 |      |      |
| ↘534 | ↘529 | ↘510 | ↘506 | ↗509 |      |      |

## Состав сельского поселения
| № | Населённый пункт | Тип населённого пункта          | Население |
| - | ---------------- | ------------------------------- | --------- |
| 1 | Барсуково        | деревня                         | ↘105      |
| 2 | Никоново         | деревня, административный центр | ↘460      |